# وشتلایشه بورده
وشتلایشه بورده (به آلمانی: Verbandsgemeinde Westliche Börde) یک منطقهٔ مسکونی در آلمان است که در زاکسن-آنهالت واقع شده‌است. وشتلایشه بورده  ۸٬۹۶۴ نفر جمعیت دارد.